# James Wolfe
El general James Wolfe (2 de enero de 1727-13 de septiembre de 1759) fue un oficial del ejército británico considerado como un héroe en Canadá debido a su victoria contra los franceses en la batalla de Quebec. Dicha victoria supuso el comienzo del dominio británico en Canadá.

## Biografía
Wolfe nació en Westerham, (condado de Kent, Inglaterra), el 2 de enero de 1727. Dado que su padre era un importante miembro del ejército (llegó al cargo de teniente general), desde muy joven se le condujo en la dirección de la carrera militar. Entró en la Marina a los 13 años bajo las órdenes de su padre.

### Guerra de sucesión austríaca (1740-1748)
Cuando, en 1740 estalló la guerra de sucesión austríaca Wolfe se encontraba enfermo, por lo que, en un principio no pudo acompañar a su regimiento. Algunos meses después fue transferido al cuerpo de Infantería y se embarcó hacia Flandes. Durante esta campaña James Wolfe fue ascendido a teniente. Gracias a sus actuaciones en la batalla de Dettingen cayó en gracia del príncipe Guillermo Augusto, duque de Cumberland. Esto le ayudó a ser ascendido a capitán.
En 1745, el regimiento de Wolfe fue llamado a Escocia para aplacar el Levantamiento jacobita. Durante la campaña contra los jacobitas, participó en las batallas de Falkirk y Culloden. Durante esta última batalla se negó a cumplir una orden del duque de Cumberland, quien le había ordenado asesinar a un highlander. Esta acción le trajo una gran popularidad.
Tras su campaña en Escocia se trasladó a Alemania, sirviendo bajo John Mordaunt. Fue herido en la batalla de Lauffeld. Volvió a Inglaterra en 1748, tras el Tratado de Aquisgrán.

### Años 1748-1756
En Gran Bretaña fue destinado a Escocia, donde fue ascendido a mayor, tomando el mando del 20.º Regimiento en Stirling. En 1750 fue ascendido a teniente general del regimiento. Wolfe aprovechó estos años de paz para dedicarse a escribir tratados militares y aprender francés, gracias a varios viajes que realizó a París.

### Guerra de los Siete Años
En 1756 fue ascendido a coronel y participó en el fallido desembarco de Rochefort, siendo su primera acción contra Francia durante la guerra de los Siete Años. Debido a su magnífica actuación durante el asalto, y pese a la derrota sufrida, el primer ministro William Pitt decidió enviarlo a Norteamérica, donde consideró que podría resultar más útil. Allí se convirtió en uno de los grandes militares de la guerra franco-india.

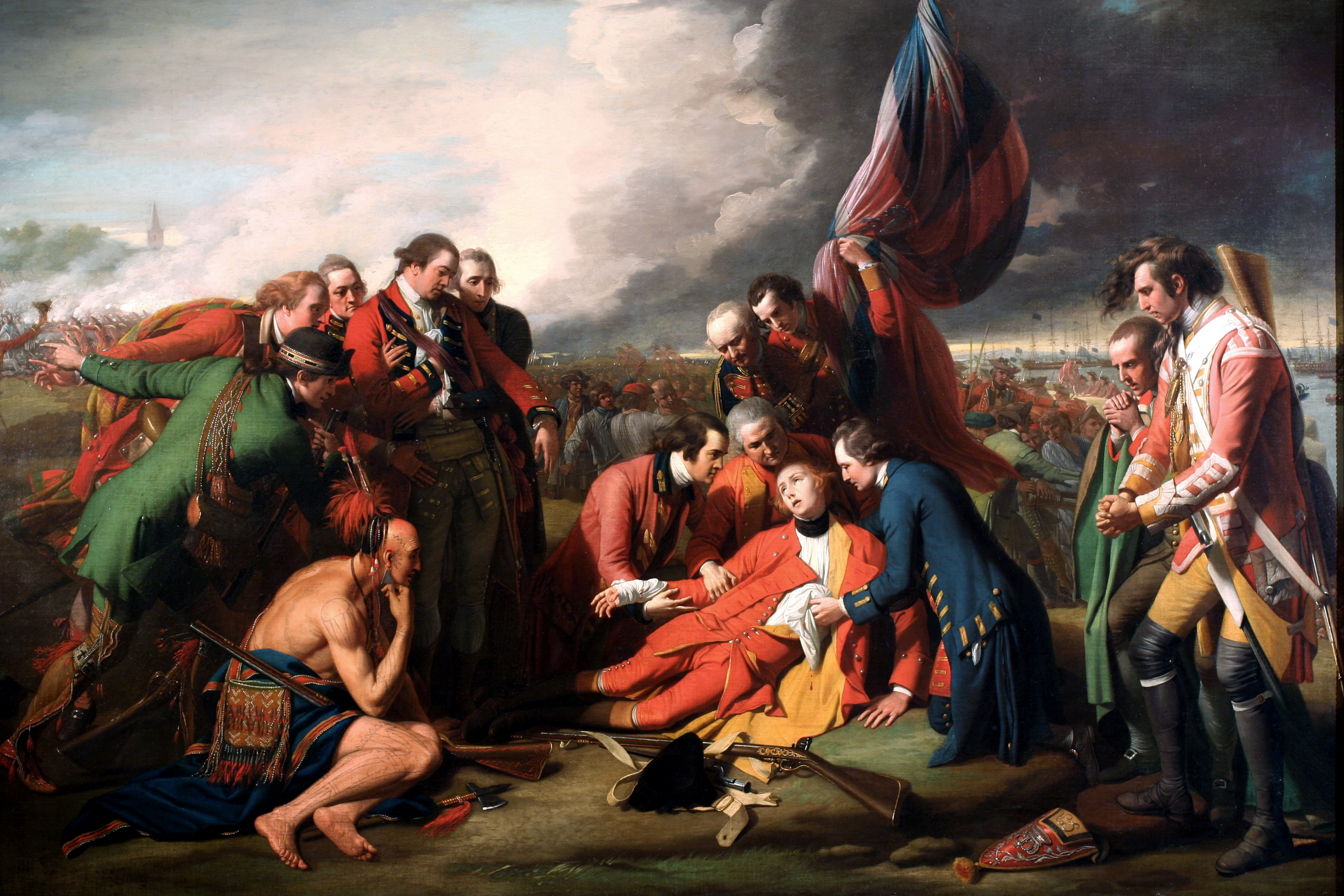
La muerte del general Wolfe, pintura de Benjamin West. Galería Nacional de Canadá

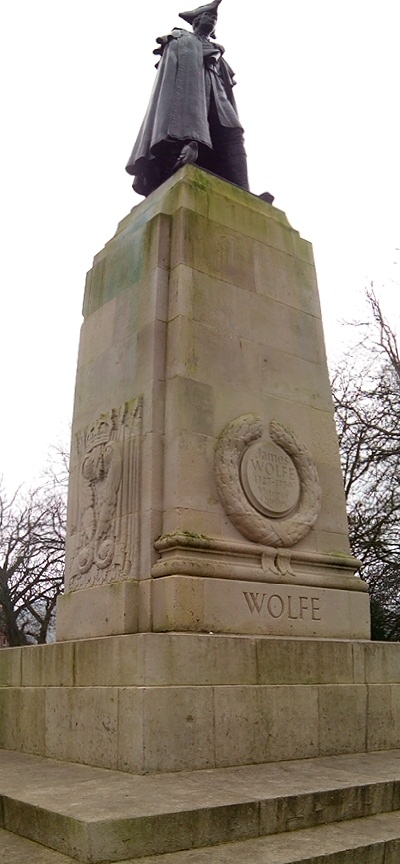
Estatua dedicada a Wolfe, en el Real observatorio de Greenwich

En 1758 participó en el asedio de Louisbourg, en Nueva Escocia, Nueva Francia. Los preparativos de Wolfe fueron claves en la victoria británica, que concluyó con la capitulación francesa en junio de ese año.
Su actuación más importante durante la guerra la llevó a cabo en el asedio de Quebec. Pitt lo había elegido para dirigir el asalto a la ciudad de Quebec, concediéndole el rango de mayor general. El Asedio a la ciudad canadiense se prolongó durante tres meses. Tras un intensivo bombardeo de la ciudad, durante el cual se llegó a plantear incendiar la ciudad y las cosechas y obligar a los habitantes a rendirse por falta de alimentos, Wolfe llevó a cabo un desembarco al oeste de Quebec. En ese momento comandaba 200 navíos y más de 27 000 hombres a lo largo del río San Lorenzo. Esto sorprendió a los franceses, liderados por Louis-Joseph Montcalm. Al estar rodeados y sin posibilidades de defender por mucho tiempo la ciudad, los franceses decidieron librar batalla en campo abierto. Durante la batalla que se desarrolló fueron duramente derrotados los franceses, posibilitando así la toma de Quebec por las tropas británicas. Sin embargo, Wolfe falleció al poco de acabar la batalla debido a una herida de bala que había recibido durante el combate.
Esta victoria llevó al ejército británico a tomar Montreal al año siguiente y expulsar así a los franceses de Canadá.
El cuerpo de Wolfe fue retornado a Inglaterra y sepultado en la iglesia de Greenwich.